# کیپورت، نیوجرسی
کیپورت (به انگلیسی: Keyport) شهری در ایالت نیوجرسی کشور ایالات متحده آمریکا است که جمعیت آن در سرشماری سال ۲۰۱۰ میلادی، ۷٬۲۴۰ نفر بوده‌است.